# 瓦里亞鄉
44°46′N 24°58′E / 44.767°N 24.967°E
瓦里亞鄉（羅馬尼亞語：Comuna Oarja, Argeș），是羅馬尼亞的鄉份，位於該國中南部，由阿爾傑什縣負責管轄，面積39平方公里，海拔高度267米，2007年人口2,892，人口密度每平方公里74人。